# 上池田 (池田市)
上池田（うえいけだ）は、大阪府池田市にある地名である。一丁目と二丁目がある。郵便番号は 563-0027 である。当地域の人口は、2017年12月末時点で 1,719 人である（池田市市民生活部総合窓口課の資料による）。面積は、2018年3月末時点で 0.176 平方キロメートルである（池田市市長公室広聴文書課の資料による）。

## 地理
池田市の中部に位置する。西部に一丁目があり、東部に二丁目がある。北は、五月丘一丁目および二丁目と接しており、東は、緑丘一丁目と接している。南は、城南一丁目および三丁目と接しており、西は、建石町、大和町と接している。当地域は、池田市立池田小学校および池田市立池田中学校の校区に含まれる。当地域の南部には、市道菅原線が通っており、中部に市道中央線が通っている。

## 歴史
当地域は、西側にある栄本町や大和町などと比べて、標高が高くなっており、このことから「上池田」と呼ばれるようになったとする説がある。1611年（慶長16年）に、上池と下池からなる辻ヶ池が造られる。この池は、阿波堂池とも呼称された。1697年（元禄10年）の『池田村絵図』に、上池田町の地名が確認できる。1908年（明治41年）4月、大阪府池田師範学校（現在の大阪教育大学）が上池田町に設置される。1944年（昭和19年）4月、町名変更が行われ、上池田北が上池田町に変更される。1947年（昭和22年）4月、池田市立池田中学校が上地田町1554番地に創立される。
1965年（昭和40年）、辻ヶ池が埋め立てられる。1966年（昭和41年）4月、辻ヶ池の下池の埋立地に、市立中央保育所が開所される。1969年（昭和44年）、辻ヶ池の上池の埋立地に、辻ヶ池公園が開設される。1970年（昭和45年）3月1日、上池田町の全部および建石町、下渋谷町の一部が、上池田一丁目および二丁目に変更される。1971年（昭和46年）、喫茶店、珈廊（カロー）が二丁目に開店される。1980年（昭和55年）8月、上池田会館が開館される。1995年（平成7年）4月24日、上池田薬師堂（極楽寺阿波堂）にある薬師如来立像が市の重要文化財に指定される。2001年（平成13年）4月、市立中央保育所が民営化され、学校法人森上学園 中央保育園と改称される。2017年（平成29年）4月1日、タツタジャムが井口堂から二丁目に移転される。

## 施設
- 池田市立池田中学校[2]
- 上池田会館[2]
- 辻ヶ池公園[26]
- 国土交通省 近畿地方整備局 猪名川河川事務所[2]
- 大阪北部農業協同組合 池田支店[2]
- コープミニ上池田[27]
- 珈廊 - 喫茶店[28]